# Acanthochelys radiolata
Acanthochelys radiolata е вид влечуго от семейство Chelidae.

## Разпространение
Видът е разпространен в Бразилия.